# Поварушкина, Нина Павловна
Нина Павловна Поварушкина (26 октября 1926, Турово, Ярославская губерния — 11 апреля 2017, Санкт-Петербург) — врач детской поликлиники № 2 Ленинграда, Герой Социалистического Труда (1978).

## Биография
Родилась 26 октября 1926 года в деревне Турово Ивановской волости Ростовского уезда Ярославской губернии. Русская.
В 1930 году семья переехала в город Ленинград, где в 1935 году Нина пошла в школу. В связи с началом Великой Отечественной войны в 1941 году с семьей была эвакуирована в Ярославскую область, где Нина продолжила учёбу и одновременно работала в колхозе.
В 1945 году с семьей вновь вернулась в Ленинград, работала нормировщицей на прядильно-ниточном комбинате имени С. М. Кирова, одновременно учась в школе рабочей молодёжи.
В 1946 году поступила во 2-й Ленинградский медицинский институт, который в 1947 году был переименован в Ленинградский санитарно-гигиенический медицинский институт (ЛСГМИ). Одновременно работала медицинской сестрой хирургического отделения в больнице имени Н. К. Крупской, а затем медицинской сестрой детских яслей № 229 Куйбышевского района Ленинграда. В 1952 году окончила ЛСГМИ по специальности «врач санитарно-гигиенического дела».
В 1952—1969 годах — участковый врач-педиатр детской поликлиники № 2 в Куйбышевском районе Ленинграда (ныне — Центральный район Санкт-Петербурга, набережная Фонтанки, дом 36А). Проработала на одном участке 17 лет, зная каждого ребёнка. За высокие трудовые достижения награждена орденом «Знак Почёта».
В 1969 году после прохождения специализации в Городском кардиологическом диспансере была переведена на должность врача-ревматолога детской поликлиники № 2. Одновременно работала врачом-педиатром, иммунологом, пульмонологом. Неоднократно выезжала врачом в пионерские лагеря.
В 1974—1983 годах — заместитель главного врача по медицинской части детской поликлиники № 2 города Ленинграда (ныне не существует).
В течение многих лет участвовала в подготовке санитарных дружин промышленных предприятий города. Руководила Советом молодых специалистов клиники. Избиралась членом Ленинградского общества педиатров.
Указом Президиума Верховного Совета СССР от 23 октября 1978 года за большие заслуги в развитии народного здравоохранения Поварушкиной Нине Павловне присвоено звание Героя Социалистического Труда с вручением ордена Ленина и золотой медали «Серп и Молот».
С 1990 года на пенсии. Жила в Санкт-Петербурге. Умерла 11 апреля 2017 года. Похоронена на Большеохтинском кладбище.